# Курова Гора (Великолукский район)
Ку́рова Гора́ — деревня в Великолукском районе Псковской области России. Входит в состав Шелковской волости.

## География
Расположена на севере района, в 28 км к северу от райцентра Великие Луки, примыкая с запада к деревне Петрово и находясь в 2 км к востоку от бывшего волостного центра, деревни Карцево.

## Население
| 2001 | 2002 | 2010 |
| ---- | ---- | ---- |
| 53   | ↘52  | ↘46  |

Численность населения деревни по оценке на начало 2001 года составляла 53 жителя.

## История
С января 1995 до декабря 2014 года деревня входила в состав ныне упразднённой Марьинской волости.